# Moiré bavarois
Pour les articles homonymes, voir Moiré.
Erebia eriphyle
Espèce
Statut de conservation UICN

 LC  : Préoccupation mineure
Le Moiré bavarois ou Moiré savoyard (Erebia eriphyle) est une espèce de lépidoptères (papillons) appartenant à la famille des Nymphalidae, à la sous-famille des Satyrinae et au genre Erebia.

## Dénomination
Erebia eriphyle a été nommé par Christian Friedrich Freyer en 1836.
Synonyme : Hipparchia eriphyle Freyer, 1836.

### Noms vernaculaires
Le Moiré bavarois ou Moiré savoyard se nomme Eriphyle Ringlet en anglais et Ähnlicher Mohrenfalter en allemand.

## Description
Le Moiré bavarois est un petit papillon marron de 15 à 20 mm d'envergure qui présente de discrètes taches orange variables. Son revers est orange bordé de marron.

### Chenille et chrysalide
Les larves passent un premier hiver dans l'œuf.
La chenille hiverne le second hiver.

## Biologie

### Période de vol et hivernation
Sa période de vol se situe en juillet et août.

### Plantes hôtes
La chenille a pour plante hôte diverses poacées (graminées).

## Écologie et distribution
Présent uniquement dans les Alpes, en Suisse, Allemagne et Italie. Il a été trouvé en Savoie.

### Biotope
Dans les prairies sur les pentes des montagnes de 1 400 m à 2 000 m.